# 6125 Singto
6125 Singto este o planetă minoră (asteroid), cu un diametru de 3,956 km, din centura de asteroizi. A fost descoperită pe 4 februarie 1989 la Kushiro de Seiji Ueda⁠(d). 
Obiectul prezintă o orbită caracterizată de o semiaxă mare de 2,2225481 UAi, o excentricitate de 0,14, o înclinație de 1,31001 ° în raport cu ecliptica.